# Сеница султан
Сеница султан (Melanochlora sultanea) је велика птица певачица (дуга око 19 цм) коју одликују жута креста, таман кљун, црно перје на горњем дијелу тијела и жуто на доњем. Полови су сличног изгледа. Женка има зеленкасто црно перје на горњем дјелу тјела и жућкасто грло. Младе птице нису живописне као одрасле и имају краћу кресту. Она је једини члан монотипичног рода Melanochlora, најближи рођак јој је врста из монотипичног рода Sylviparus.

## Опис
Мужјакова креста је јарко жуте боје; леђа, образи и врат, брада, грло, и груди су црни са зеленим сјајем, ивице перја на горњем дјелу имају металички сјај, и крајњи дјелови репног перја су бели; перје од груди па надоле је жуте боје. Када је птица узнемирена креста се подиже.
Женка има блијеђе жуте дјелове; перје на горњем дјелу тела и на образима тамне је зеленкасто смеђе боје; брада и грло су сјајно маслинастозелени; крила и реп су црни; ивице перја на горњем дјелу је металик зелено.
Млади сличе женки, у најмлађој фази одсутни су сјајни делови на ивицама горњег перја, и крила су оивичена белом.
Кљун је црн; уста тамна; трепавице сиве; очи тамносмеђе; ноге су сиве. Дугачка је око 19 цм; реп је дугачак 9,3 цм; крило 9,7 цм; торзо 2,3 цм; кљун јој је дугачак 1,8 цм.

## Таксономија и систематика
Ричард Бодлер Шарп (1890) је сматрао да ова врста припада бившој потпородици Liotrichinae, која се налазила унутар породице брбљуше (Timaliidae). Још увек не постоји опште прихваћен став о таксономском положају ове врсте.
За разлику од осталих сеница њене ноздрве су изложене и нису прекривене перјем.

## Исхрана
Хране се на средњем и горњем дјелу крошње, храну траже појединачно или чешће у малим групама, једу углавном инсекте, а понекад се хране и смоквама.

## Рефернце
1. ↑  BirdLife International (2016). „Melanochlora sultanea”. IUCN Red List of Threatened Species. Version 2019.2. International Union for Conservation of Nature. Приступљено 25. 8. 2019.
2. ↑  Hodgson, B.H. (1837). „Indication of some new forms belonging to the Parianae. (part 1).”. India Rev. 2 (1): 30—34.
3. ↑  Dickinson, E.C. (2003). „Systematic notes on Asian birds. 38. The McClelland drawings and a reappraisal of the 1835-36 survey of the birds of Assam.” (PDF). Zoologische Verhandelingen, Leiden. 344: 63—106.
4. ↑  Dickinson, E.C.; Loskot, V.M.; Morioka, H.; Somadikarta, S. & van den Elzen, R. (2006). „Systematic notes on Asian birds. 50. Types of the Aegithalidae, Remizidae and Paridae”. Zoologische Mededelingen. 80—5: 65—111.
5. ↑  Gill, Frank B.; Slikas, Beth & Sheldon, Frederick H. (2005). „Phylogeny of titmice (Paridae): II. Species relationships based on sequences of the mitochondrial cytochrome-b gene”. Auk. 122: 121—143. doi:10.1642/0004-8038(2005)122[0121:POTPIS]2.0.CO;2.
6. 1 2 3  Rasmussen, PC & Anderton, JC (2005). Birds of South Asia: The Ripley Guide. 2. Smithsonian Institution & Lynx Edicions. стр. 530—534.
7. ↑  Ali, S & Ripley, S D (1998). Handbook of the birds of India and Pakistan. 9 (2nd изд.). Oxford University Press. стр. 166—167.
8. ↑  Oates, E. W. (1889). The Fauna of British India, Including Ceylon and Burma. Birds. Volume 1. London: Taylor and Francis. стр. 242.
9. ↑  Johansson, Ulf S; Ekman, Jan; Bowie, Rauri C.K; Halvarsson, Peter; Ohlson, Jan I; Price, Trevor D; Ericson, Per G.P (2013). „A complete multilocus species phylogeny of the tits and chickadees (Aves: Paridae)”. Molecular Phylogenetics and Evolution. 69 (3): 852. PMID 23831453. doi:10.1016/j.ympev.2013.06.019.
10. ↑  Sharpe,RB (1890). „Notes on Oates's Birds of India”. J. Bombay Nat. Hist. Soc. 5 (2): 167—175.
11. ↑  Baker, E C S (1922). The Fauna of British India, Including Ceylon and Burma. Birds. Volume 1 (2nd изд.). Taylor and Francis, London. стр. 101—102.
12. ↑  Lambert, Frank (1989). „Fig-Eating by Birds in a Malaysian Lowland Rain Forest.”. Journal of Tropical Ecology. 5 (4): 401. doi:10.1017/s0266467400003850.